# Pandareos
Pandareos (latinsky Pandareus) byl v řecké mytologii efeský král.
Jeho původ je značně zastřený, uvádí se jako syn Meropův a Klymené, jindy zase syn Androkla, zakladatele Efesu. Do mýtů však vstoupil jako přítel Tantalův v jedné epizodě.
Prý na Krétě chytil a ukradl zlatého psa, kterého pro bohyni Rheiu zhotovil sám božský kovář Héfaistos. Pes měl hlídat novorozeného Dia, kterého Rheia tajně porodila a ukryla na Krétě. Pandareos psa ukryl u Tantala, když se však polekal, že svým činem urazil bohy, požádal Tantala o jeho vydání. Ten však kategoricky popřel, že by ho někdy ukrýval, natož snad vlastnil. Zeus se rozlítil a Tantala tvrdě potrestal věčnými mukami v podsvětí. Pandareos se svou manželkou Harmothoé uprchl do Athén a pak na Sicílii, kde oba bídně zemřeli.
Ovšem vypráví se i úplně obrácená verze: psa ukradl Tantalos a Pandareos mu ho odmítl vrátit. Rozhořčení bohové pak nechali Pandarea a jeho manželku zkamenět.
O jejich tři nedospělé dcery Meropé, Kleotheru a Klýtii se začaly starat bohyně Afrodíté, Héra, Artemis i Athéna a věnovaly jim všechnu péči a lásku. Diovi ta péče vrtala hlavou a podezříval je, že bohyně samy navedly Pandarea ke krádeži. Takže nechal děvčata potají unést Harpyjemi, které je potom předaly Erínyím a trpět za zločiny jejich otce.